# دانکن رنالدو
دانکن رنالدو (انگلیسی: Duncan Renaldo؛ ۲۳ آوریل ۱۹۰۴ – ۳ سپتامبر ۱۹۸۰) هنرپیشه اهل رومانی بود.
از فیلم‌های او می‌توان به پل سن لوئیس ری اشاره نمود.